# Kyaní Aktí
Kyaní Aktí (Kyani Akti) är en ort i Grekland.   Den ligger i prefekturen Nomós Piraiós och regionen Attika, i den sydöstra delen av landet, 60 km söder om huvudstaden Aten. Kyaní Aktí ligger 17 meter över havet och antalet invånare är 213. Den ligger på ön Nísos Póros.
Terrängen runt Kyaní Aktí är kuperad söderut, men norrut är den platt. Havet är nära Kyaní Aktí åt nordost.  Närmaste större samhälle är Poros, 1,9 km sydväst om Kyaní Aktí. 